# Lutherkirche (Pöhla)

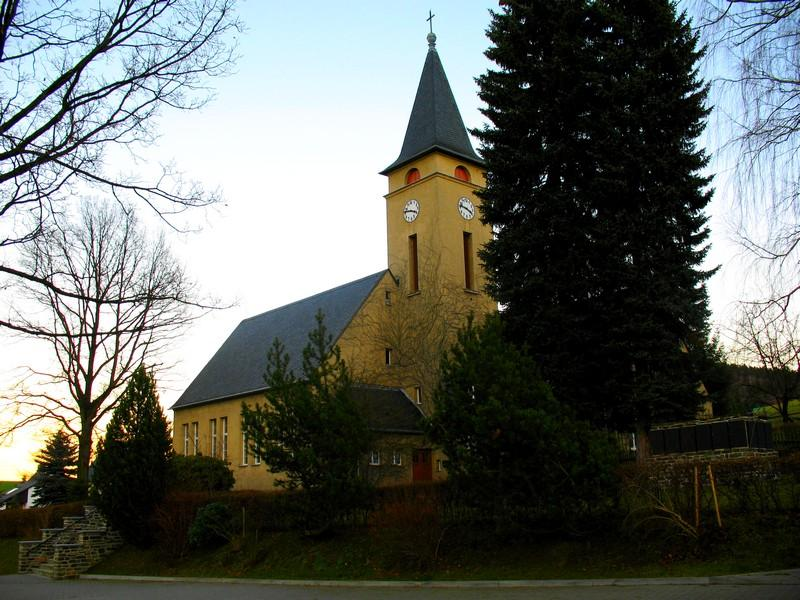
Lutherkirche in Pöhla

Die Lutherkirche im Schwarzenberger Ortsteil Pöhla zählt zu den jüngsten Kirchgebäuden des Erzgebirgskreises.

## Architektur
Die kleine Saalkirche mit angebautem Pfarrhaus wurde vom Chemnitzer Architekturbüro Kornfeld und Benirschke geplant und 1933 von Karl Adler aus Schwarzenberg in sachlichem Stil errichtet. Der Turm mit einem hohen Pyramidendach ist geringfügig in die östliche Südseite eingestellt und verbindet Kirche und Pfarrhaus.

## Innenraum
Auch der Innenraum ist sehr sachlich gestaltet. Die Farbigkeit orientiert sich am Stil des Bauhauses. Die Decke ist im mittleren Teil holzbelassen. Der Altarraum wird im Norden von einem dreiteiligen Buntglasfenster bestimmt, das den Auferstandenen und zwei Engel zeigt und vom Dresdner Glaser K. Eberhard hergestellt wurde. Die Orgelempore mit der Orgel des Rochlitzer Orgelbaumeisters Schmeisser befindet sich über dem südlichen Eingang. Altar und Taufe sind aus Hilbersdorfer Porphyrtuff gefertigt. Die ursprünglich hölzerne Kanzel wurde Anfang der 1950er Jahre durch eine polygonale Porphyr-Kanzel ersetzt, an deren Fuß die Personifikationen von Glaube, Liebe und Hoffnung eines Pöhlaer Künstlers eingearbeitet sind.